# Region Allgäu
Region Allgäu (niem. Planungsregion Allgäu) – region planowania w Niemczech, w kraju związkowym Bawaria, w rejencji Szwabia. Siedzibą regionu jest miasto na prawach powiatu Kaufbeuren.
Region leży w południowo-zachodniej części Bawarii. Na wschodzie graniczy z regionami planowania Monachium i Oberland, na południu z Austrią, na zachodzie z krajem związkowym Badenia-Wirtembergia (powiaty Jezioro Bodeńskie oraz Ravensburg), a na północy z regionami planowania Augsburg oraz Donau-Iller.

## Podział administracyjny
W skład regionu Allgäu wchodzą:
- dwa miasta na prawach powiatu: (kreisfreie Stadt)
- trzy powiaty ziemskie (Landkreis)

Miasta na prawach powiatu:
| Lp. | Nazwa miasta     | Ludność (31.12.2010) | Powierzchnia km² |
| --- | ---------------- | -------------------- | ---------------- |
| 1   | Kaufbeuren       | 41843                | 40,02            |
| 2   | Kempten (Allgäu) | 62060                | 63,29            |

Powiaty ziemskie:
| Lp. | Nazwa powiatu     | Ludność (31.12.2010) | Powierzchnia km² | Liczba gmin |
| --- | ----------------- | -------------------- | ---------------- | ----------- |
| 1   | Lindau (Bodensee) | 79769                | 323,37           | 19          |
| 2   | Oberallgäu        | 149926               | 1.527,97         | 28          |
| 3   | Ostallgäu         | 133881               | 1.395,09         | 45          |